# Superoxid

Structura Lewis a unui superoxid

Superoxizii sunt compuși ai oxigenului de obicei cu metale de forma MO2, unde M poate fi un metal alcalin (litiu, sodiu, potasiu, rubidiu, etc). Cei mai utilizați sunt superoxizii de litiu, sodiu, potasiu, de exemplu în recirculatoare, pentru captarea de dioxid de carbon.